# Josip Cazi
Josip Cazi (Čepin, 16. ožujka 1907. – Zagreb, 22. studenoga 1977.), bio je hrvatski i jugoslavenski politički djelatnik, revolucionar, književnik i publicist. Pisac povijesti sindikalnoga pokreta i njegov istaknuti sudionik.

## Životopis
Josip Cazi rodio se 1907. godine u Čepinu kod Osijeka. Čepin je tada još uvijek u vlasništvu hrvatske plemićke obitelji Adamovića Čepinskih. U ranoj mladosti ostaje bez roditelja (majka mu je umrla kad je imao sedam godina a otac je poginuo u prvom svjetskom ratu) a kasnije odlazi na zanat u Vukovar. U to vrijeme u Vukovaru je glavna osoba i vođa političkih aktivnosti graditelj Stjepan Supanc. U Vukovaru, u vrijeme Obznane, u petnaestoj godini, Josip Cazi postaje članom SKOJ-a a nedugo potom tajnikom Gradskoga a zatim Okružnoga komiteta SKOJ-a. Zbog političke djelatnosti Cazi je uhićen 1927. godine i osuđen na pet godina robije. Robiju izdržava u Zabeli kod Požarevca. Godine 1936. ponovno je uhićen i ovoga puta osuđen na dvije godine robije koje izdržava u Staroj Gradiški.
U NOB-i sudjeluje od 1941. godine i to kao politički komesar odreda te član ZAVNOH-a i AVNOJ-a. Poslije Drugoga svjetskog rata bio je Ministar lake industrije (01.04.1949. – 14.04.1950.) u vladi Josipa Broza Tita.

## Književno stvaralaštvo
Josip Cazi književno je počeo djelovati još za vrijeme kad je prvi put bio na robiji. Pjesme je objavljivao u radničkom tisku i časopisima (Izraz) a poslije Drugoga svjetskog rata objavio je više knjiga s temama povijesti radničkoga pokreta i sindikata Hrvatske i Jugoslavije. Zbirku pjesama Pjesme borbe objavio je u Zagrebu 1951. godine. Cazijevo djelo Licem prema buri, tiskano 1954. godine u Beogradu, prevedeno je na mađarski, slovenski, makedonski, albanski i turski jezik, objavljivano je u više izdanja a u izdanju Matice hrvatske iz 1960. godine uvrštene su još i priče Generalni štrajk i Crveni karanfil.

## Djela
- Prva radnička društva u Hrvatskoj (1860-1880), Zagreb 1950.
- Pjesme borbe, Zagreb 1951.
- Radnička klasa i upravljanje privrednim poduzećima, Zagreb 1952.
- Vukovar u klasnoj borbi: od prvih radničkih organizacija do socijalističke revolucije: 1895. – 1941., Zagreb 1955.
- Građa za povijest sindikalnog pokreta u Hrvatskoj, knjige I i II, Zagreb 1955.
- Počeci modernog radničkog pokreta u Hrvatskoj: od prvih radničkih društava do osnivanja Socijaldemokratske stranke: (1880. – 1895.), knjige I i II, Zagreb 1958.
- Revolucionarni sindikati Jugoslavije 1919 - 1920, Beograd 1959.
- Komunistička partija Jugoslavije i sindikati, Beograd 1959.
- Licem prema buri, Beograd 1954., Zagreb 1960.
- Ključna pitanja aktualne politike sindikata, Zagreb 1961.
- Nezavisni sindikati, 1921-1929, Zagreb 1962.
- Radnički pokret Hrvatske 1860-1895, Beograd 1962.
- Ivo Marinković, Osijek 1969.
- Jaram i tamnice, Osijek 1969.
- Ujedinjeni radnički sindikalni savez Jugoslavije i rad komunista u njemu, 1920-1940, (knj. I S puta reformizma na put klasne borbe, knj. II Na političkoj liniji Komunističke partije Jugoslavije i knj. III Razvoj sindikata u sklopu Ujedinjenog radničkog sindikalnog saveza Jugoslavije), Zagreb 1977.

## Djela o Josipu Caziju
- Josip Cazi: život za revoluciju, Bosiljka Janjatović, Nada Cazi, Dejan Rebić, Đorđe Đurić, Radničke novine, Zagreb, 1987.[2]

## Odlikovanja
- Odlikovan je Ordenom narodnog oslobođenja i Ordenom jugoslavenske zastave.